# Miguel Falé
Miguel Maria Mariano Falé (* 28. Januar 2004 in Redondo) ist ein portugiesischer Fußballspieler, der aktuell leihweise beim CD Castellón spielt.

## Karriere

### Verein
Falé begann seine fußballerische Ausbildung 2010, im Alter von sechs Jahren bei Benfica Lissabon. 2017 wechselte er zu Lusitano GC und nur ein Jahr später in die U15-Mannschaft von Sporting Braga. In der Saison 2020/21 spielte er bereits 17 Mal für die U23, wobei er zweimal traf. Auch 2021/22 war er fester Bestandteil der zweiten Mannschaft, trainierte jedoch auch schon mit der ersten Mannschaft. Am 30. Dezember 2021 (16. Spieltag) debütierte er bei einem 6:0-Sieg gegen den FC Arouca in der Startelf für die Profis in der Primeira Liga. Insgesamt spielte er in der Saison 2021/22 achtmal in der ersten portugiesischen Liga, wobei er zwei Tore vorbereitete. In der Spielzeit 2022/23 kam er wieder nur noch für das U23-Team und die zweite Mannschaft in der dritten Liga zum Einsatz. Daraufhin wurde er im August 2023 an den spanischen Drittligisten verliehen.

### Nationalmannschaft
Falé spielte bislang für mehrere Juniorenauswahlen Portugals. Mit dem U19-Team nahm er an der U19-EM 2023 teil, spielte alle fünf Spiele, wobei er einmal traf und verlor das Finale mit der Mannschaft gegen Italien.

## Erfolge
Portugal U19
- U19-Vizeeuropameister: 2023